# A Moureira (Pontevedra)
A Moureira é o antigo bairro dos marinheiros e pescadores da cidade de Pontevedra (Espanha), onde vivia o Grémio dos Marinheiros, perto do rio Lérez, da ria de Pontevedra e do rio Gafos. Hoje em dia, faz parte do centro da cidade.

## Localização
O antigo bairro marítimo da Moureira estava situado fora das muralhas da cidade, entre a cidade amuralhada e o litoral, e estendia-se num arco ao longo da linha costeira desde a ponte do Burgo até à foz do rio Gafos.
Actualmente, corresponde aos vastos espaços urbanos circundantes a oeste da cidade, tais como a Quinta de Teucro, e os arredores das ruas Xan Guillermo, Fonte da Moureira, Campo do Boi e Benito Soto e Praça Cornielles de Holanda, e Rua da Barca mais ao norte; e Rua Monteleón, Rua Almirantes Matos, Rua Juan Villaverde Barcala, Rua Hermanos Nodales, Rua San Roque de Abaixo, Rua Ribeira dos Peiraos e Praças Campo da Torre e Gremio de Mareantes a sul.

## História
A Moureira foi criada como um subúrbio marítimo onde vivia o grémio de marinheiros da cidade. O nome vem da moira, do latim muria, a salmoura, sale muria utilizada na salga da sardinha, sendo o sal um produto essencial para a conservação do peixe. Durante a Idade Média e a maior parte do início da Idade moderna, o porto de Pontevedra foi o mais importante das Rias Baixas. Durante este período, a cidade recebeu vários privilégios reais. Em 1229, Alfonso IX de Leão concedeu-lhe um privilégio exclusivo para a produção e distribuição de peixe em todo o reino, e em 1238, Fernando III de Castela concedeu-lhe o fabrico de gordura de peixe. Em 1452, João II de Castela concedeu a Pontevedra o título de porto de carga e descarga da Galiza, situado nos três grandes cais da Moureira de Arriba, onde as mercadorias provenientes da Galiza eram carregadas e descarregadas.   No século XV, a caravela Santa Maria, conhecida como a Galega, foi construída nos estaleiros navais de Pontevedra. Levou Cristóvão Colombo à descoberta da América em 1492.
O bairro da Moureira atingiu o seu auge no século XVI, associado à arte de salgar e à exportação de peixe. O bairro albergava as instalações necessárias para o desenvolvimento das actividades marítimas e portuárias, assim como o alojamento de marinheiros e pescadores. Durante este século, o grande volume de sardinhas pescadas na ria de Pontevedra e a facilidade com que podiam ser secas e salgadas no bairro fizeram de Pontevedra um dos portos mais movimentados e ricos da Península Ibérica, onde navios de toda a Europa faziam escala.    Em 1517, como símbolo do esplendor da cidade, sob os auspícios do Grémio dos Marinheiros, iniciou-se a construção da Basílica de Santa Maria Maior, sendo a sua fachada uma das primeiras coisas que os marinheiros viam de Pontevedra quando chegavam da pesca no mar.
Dos cais de A Moureira partiam navios para os enclaves comerciais mais importantes, como Inglaterra ou Flandres, e nas ruas da cidade, no século XVI, a atmosfera urbana era distintamente cosmopolita, com cidadãos tão diversos como bretões, flamengos e portugueses. Em 1557, as ordenanças da cidade proibiam a residência no bairro da Moureira aos residentes que não tivessem uma actividade comercial directamente relacionada com o mar.

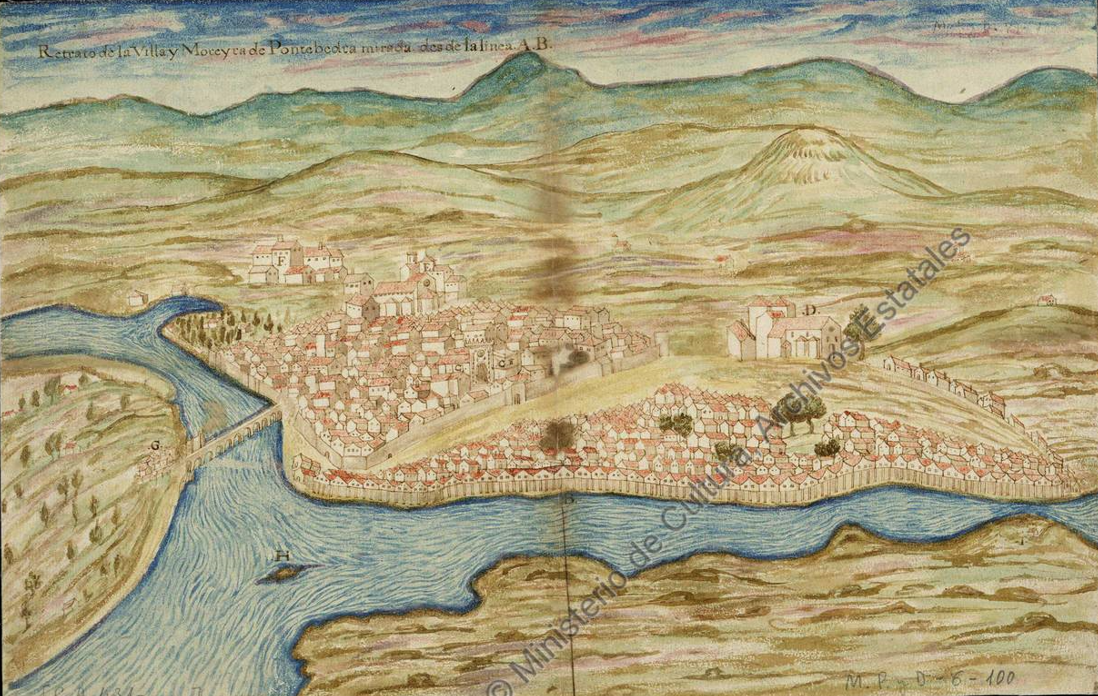
Retrato de Pontevedra e A Moureira em 1595

Em 1835, havia ainda 17 destes cais de pedra na Moureira. A grande modificação da linha costeira de Pontevedra, onde se localizavam os antigos cais da Moureira, começou em 1900, fazendo-os desaparecer, com a construção de um dique em 1905 e aterros a partir de 1910 desde a ponte do Burgo até à ponte da Barca e depois até à foz do rio Gafos. Foi aqui que a nova doca do porto de Corvaceiras foi criada no início da década de 1910 e a Praça do Grêmio de Mareantes foi construída em terra recuperada do estuário, que até então não tinha sido terra seca. Os aterros levaram ao desenvolvimento da actual Avenida de Corvaceiras nos anos 60, que acabou por servir de estrada circular da cidade, perto da ria e do rio. Após o boom habitacional dos anos 60, a maioria das casas tradicionais das Moureiras foi substituída por edifícios modernos. Em 1989, foram empreendidos trabalhos para transformar a margem do rio numa avenida de quatro faixas, e nos anos 90, grandes edifícios substituíram as poucas casas tradicionais restantes.

## Descrição
O antigo bairro da Moureira estava dividido em três partes correspondentes a três Moureiras: a Moureira de Arriba, a Moureira da Barca e a Moureira de Abaixo.
- Na Moureira de Arriba encontrava-se a zona portuária de mercadorias de onde saíam os navios carregados com vinho do Ribeiro, peixe salgado ou ferramentas de ferro. Os navios atracavam nesta zona no grande estuário do rio Rons.[23] Estendia-se desde as proximidades da ponte do Burgo até às proximidades da ponte de Barca, onde se encontravam os estaleiros e oficinas relacionadas com o mar. O peixe salgado dos pescadores e outros produtos galegos como o vinho do Ribeiro ou a madeira eram distribuídos a outros países como a Inglaterra ou a Flandres.

Na Rua Xan Guillermo, a rua principal que liga a Moureira de Arriba à cidade amuralhada, ainda existem casas do século XVI com colunas toscanas.
Na Praça do Cais, na margem norte do centro histórico de Pontevedra, nas margens da Moureira de Arriba, encontrava-se um dos cais mais importantes da cidade. Hoje, a praça está rodeada de laranjeiras e tem no seu centro uma fonte de pedra neoclássica, coroada pela deusa Fama, desenhada por Alejandro Sesmero em 1876.
- A Moureira da Barca estava localizada perto do cais onde se encontrava o barco que ligava com o outro lado da ria, o que mais tarde deu origem à ponte de madeira e à actual Ponte da Barca. Estendia-se para o lado norte da praça de touros, onde decorria a actividade comercial.[18] A maior parte dos cais e estaleiros estavam ali localizados.[25] Nos seus estaleiros, foram construídos navios mais longos e pesados, tais como galés e caravelas.[18] O cruzeiro junto à Ponte da Barca data do século XVI.[26]

- A Moureira de Abaixo era uma vila piscatória auto-suficiente. Estendia-se desde a área à volta da Ponte da Barca e da praça de touros até à foz do rio Gafos. Era a localização das docas com fábricas de salga de peixe, armazéns de sal e um hospital para leprosos. Esta Moureira era uma aldeia piscatória, com casas que remontam aos séculos XV e XVI.[1][18]

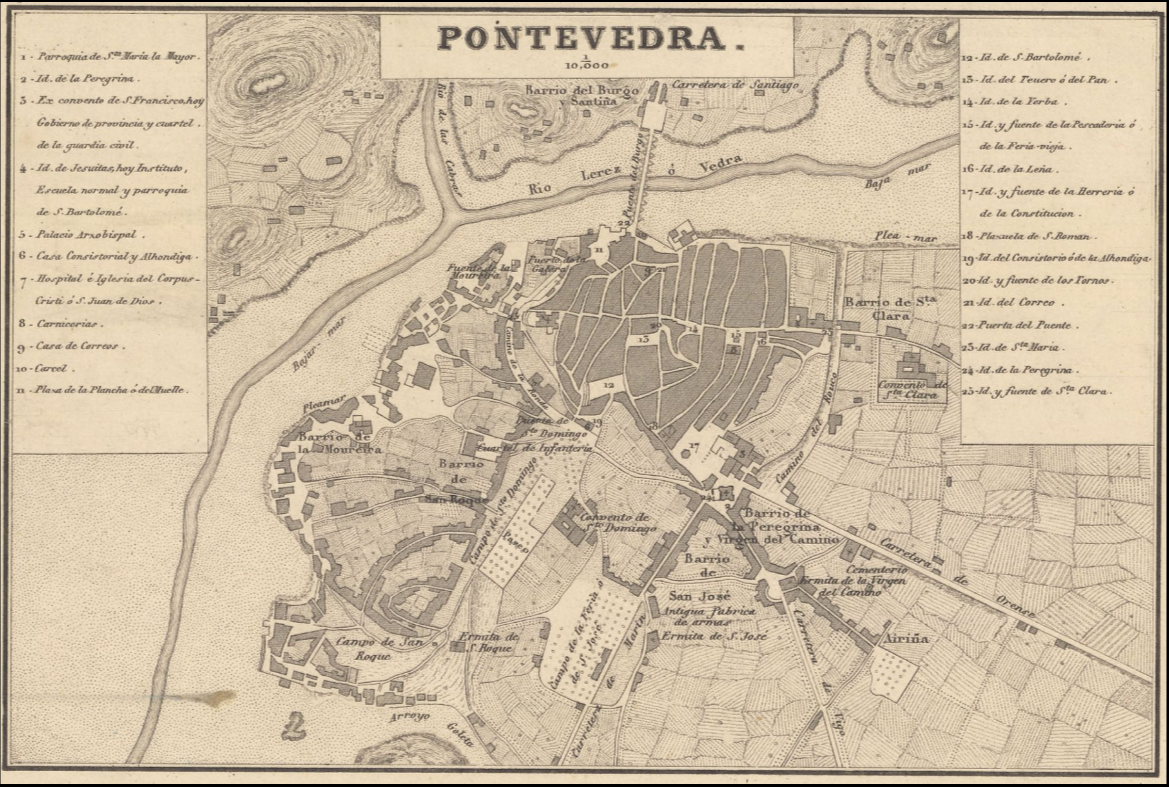
Mapa de Pontevedra em 1856 com o bairro da Moureira a oeste da vila.

Na Moureira de Abaixo, a rua mais típica é a rua Juan Villaverde Barcala. Conserva-se quase como há dois séculos, com casas e escadarias típicas talhadas na rocha.
No Campo da Torre, onde os pescadores trabalhavam e onde reparavam e secavam o material de pesca, encontra-se desde 1900 a praça de touros de Pontevedra e, um pouco mais adiante, a capela de São Roque, construída numa zona muito próxima dos cais em honra de San Roque, o protector da peste, para proteger os habitantes da cidade dos efeitos mortais dos navios que chegaram infectados com a peste. É de estilo neoclássico e foram acrescentadas mísulas românicas ao seu exterior. Na Rua Hermanos Nodales encontravam-se alguns dos armazéns de sal para a conservação da sardinha. Também na Moureira de Abaixo, na Rua Ribeira dos Peiraos estavam os cais localizados na foz do rio Gafos. O antigo Hospital de São Lázaro, datado do século XV, destaca-se na rua, com um pequeno terraço de pedra no final da escadaria exterior e pilastras quadrangulares altas. O edifício foi testemunha das diferentes epidemias que Pontevedra sofreu até ao século XIX.
Os cais (peiraos) das Moureiras consistiam numa escada central de pedra e duas plataformas laterais que se projetavam em direcção à água, facilitando a carga e descarga de embarcações, e cada um tinha o seu próprio nome. O bairro era constituído por centenas de pequenas casas de marinheiros de diferentes tipos, antigas residências de pescadores, muitas com terraços de pedra no final de uma escadaria exterior e respectivos cais, outras com sótãos e outras acabadas em forma de mitra, que no século XV eram conhecidas como casas de outón. Praticamente não havia ruas na estrutura tradicional do bairro. Todos os caminhos que ligavam os cais, as casas e os campos não eram pavimentados. A ocupação do terreno era desigual e dispersa, com excepção das ruas que ligavam com o caminho que rodeava as muralhas.
Alguns dos nomes actuais das ruas e ruelas das Moureiras estão ligados à estrutura marítima do bairro, tais como Plaza del Muelle, Xan Guillermo (proprietário de um dos cais do Lérez), Sardina, Hermanos Nodales, Almirantes Matos, Milano de los Mares ou Juan Villaverde Barcala (ex-presidente do Grémio dos Marinheiros).

## Galeria

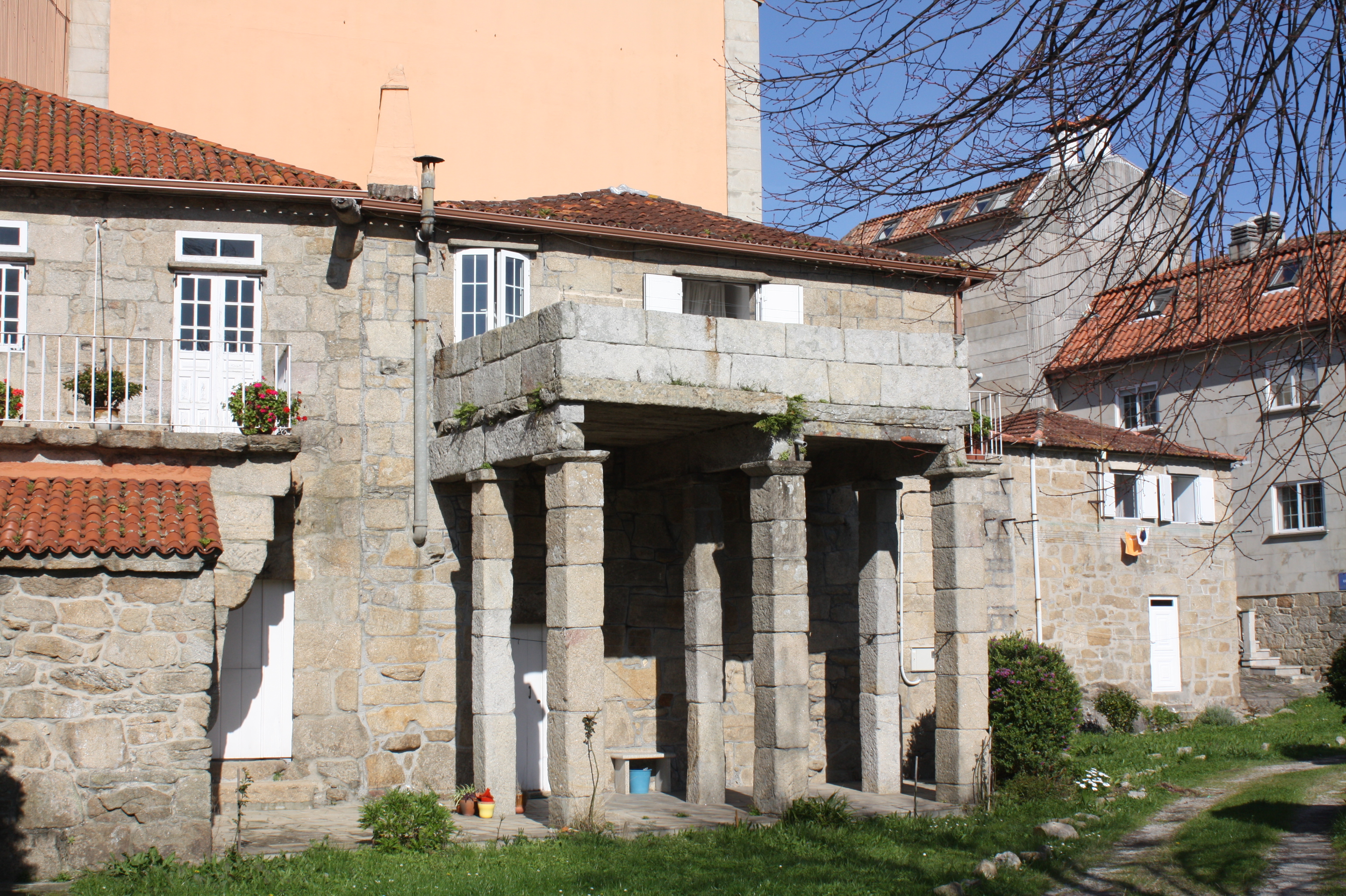
Antigo Hospital São Lázaro, Rua Ribeira dos Peiraos
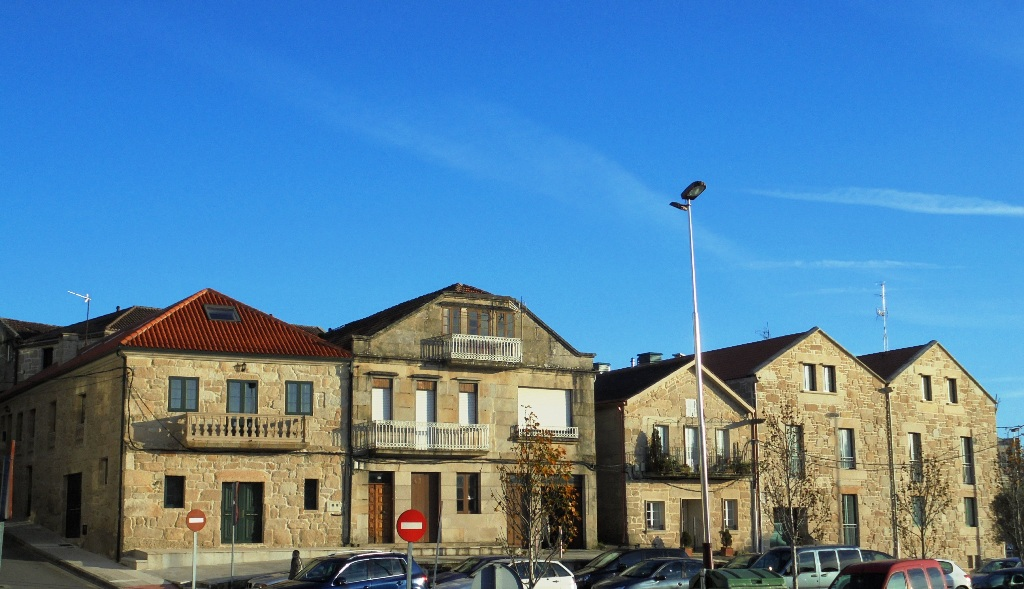
Antigas casas de marinheiros na Moureira
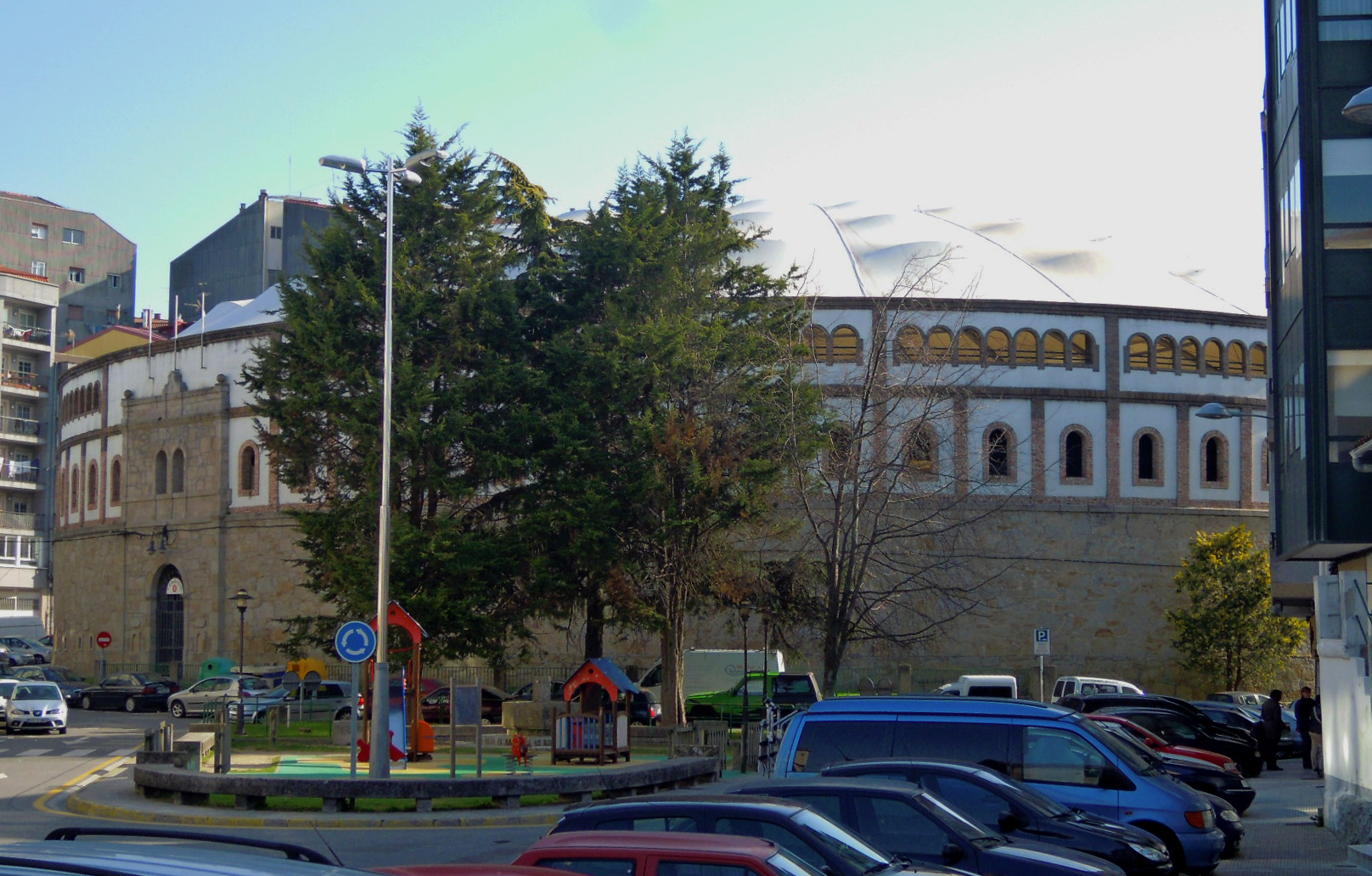
Praça do Campo da Torre e praça de touros
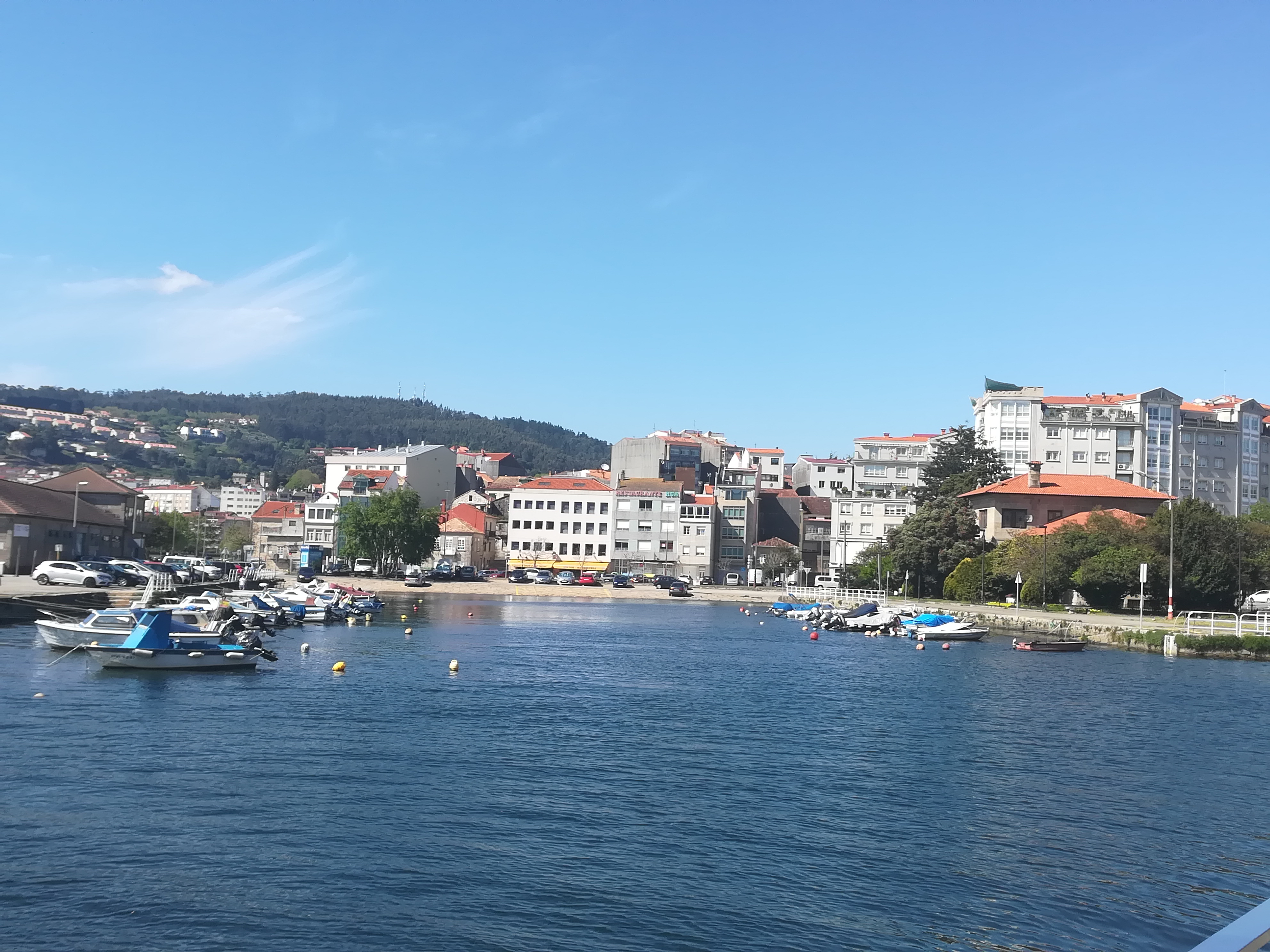
Porto das Corvaceiras e Praça do Grêmio de Mareantes
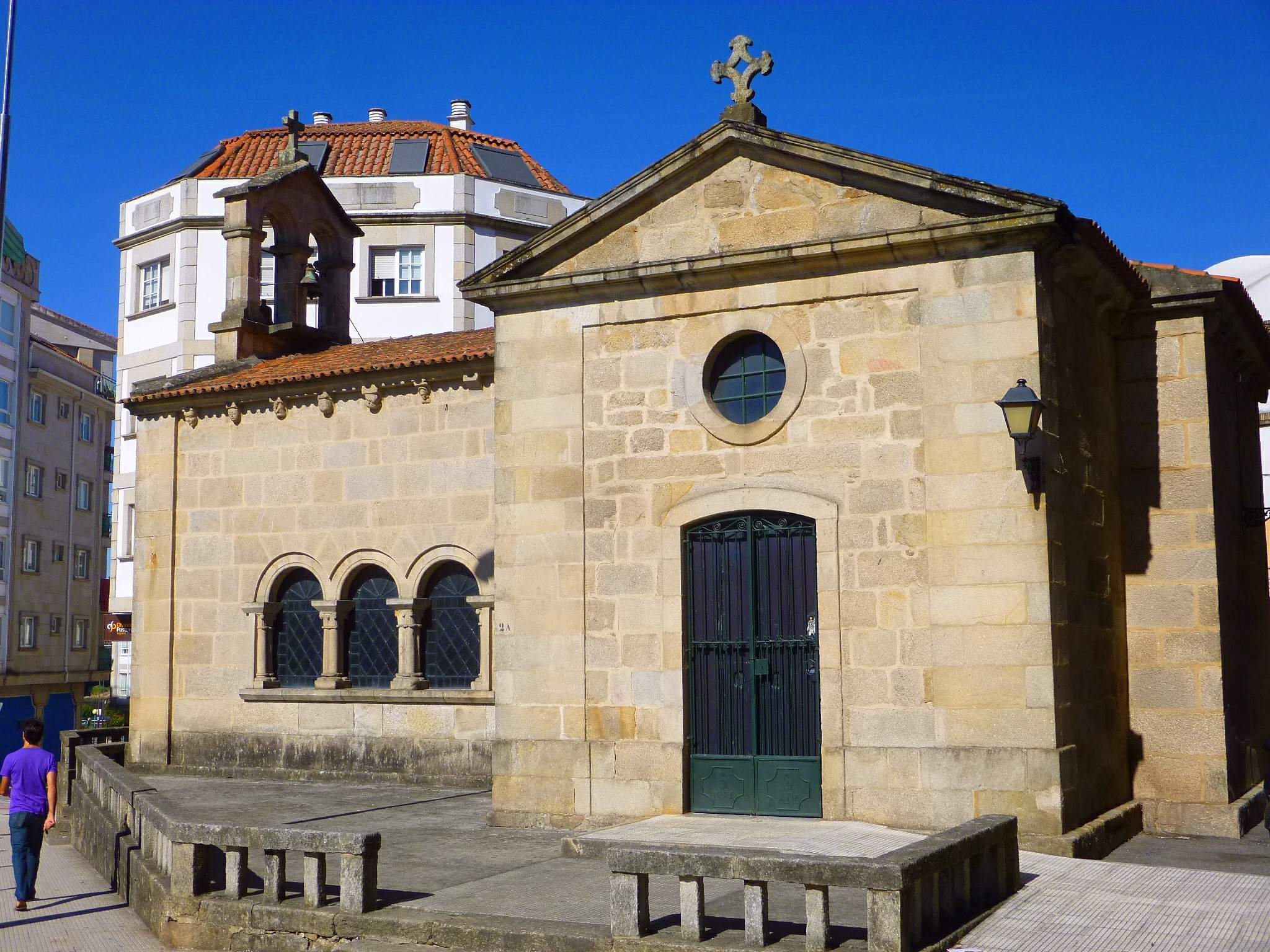
Capela de São Roque, lado
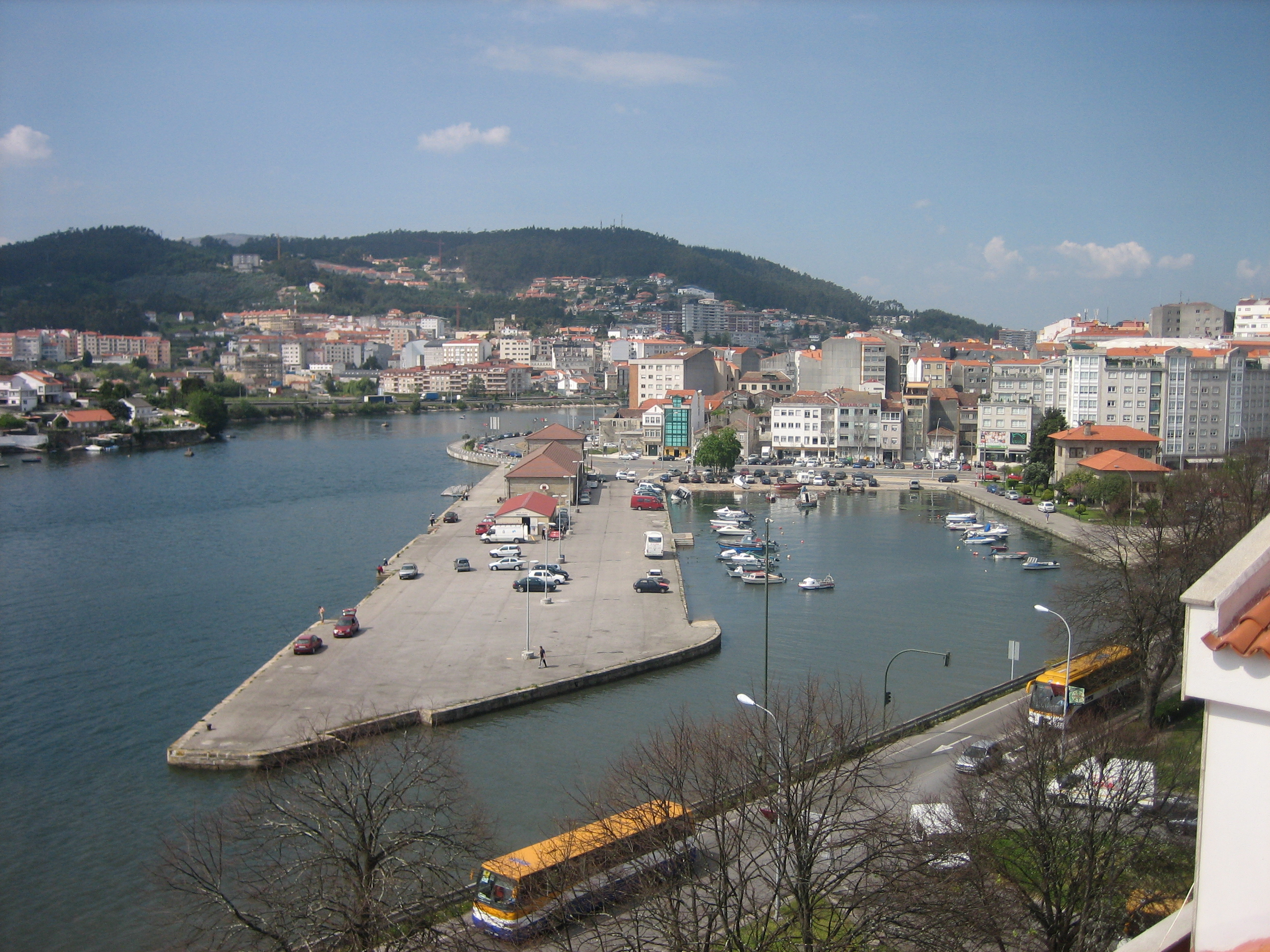
Atual cais das Corvaceiras
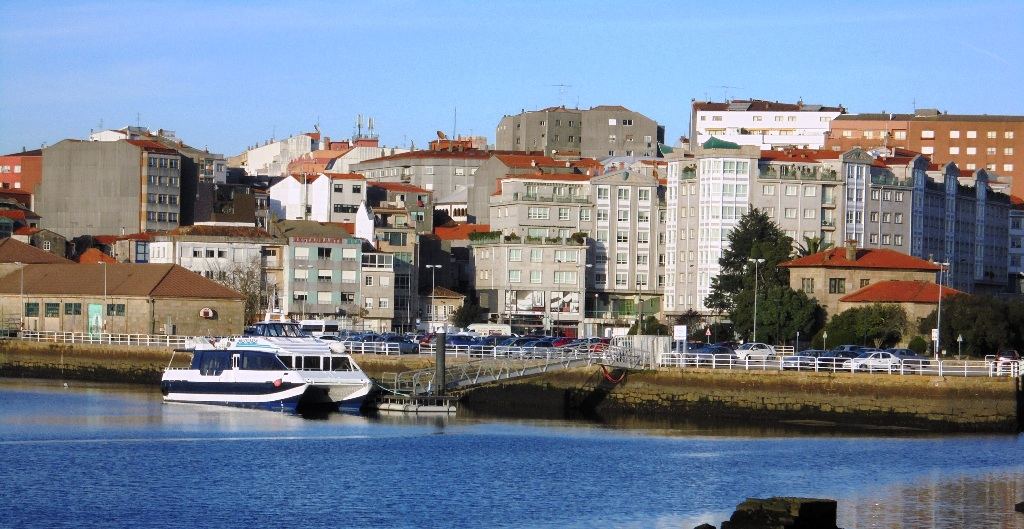
Edifício de pedra da Guilda dos Marinheiros, à direita
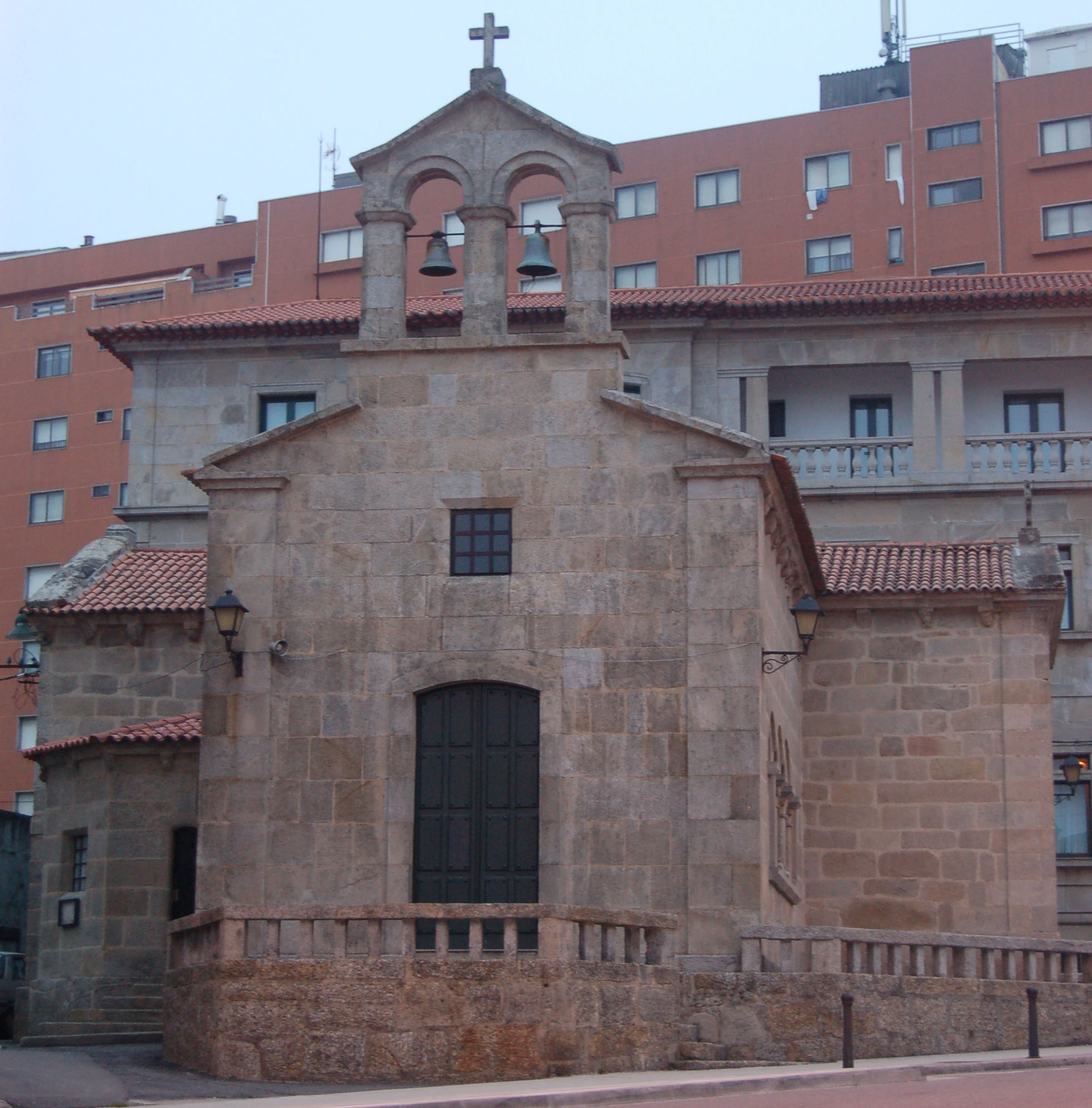
Capela de São Roque, fachada frontal
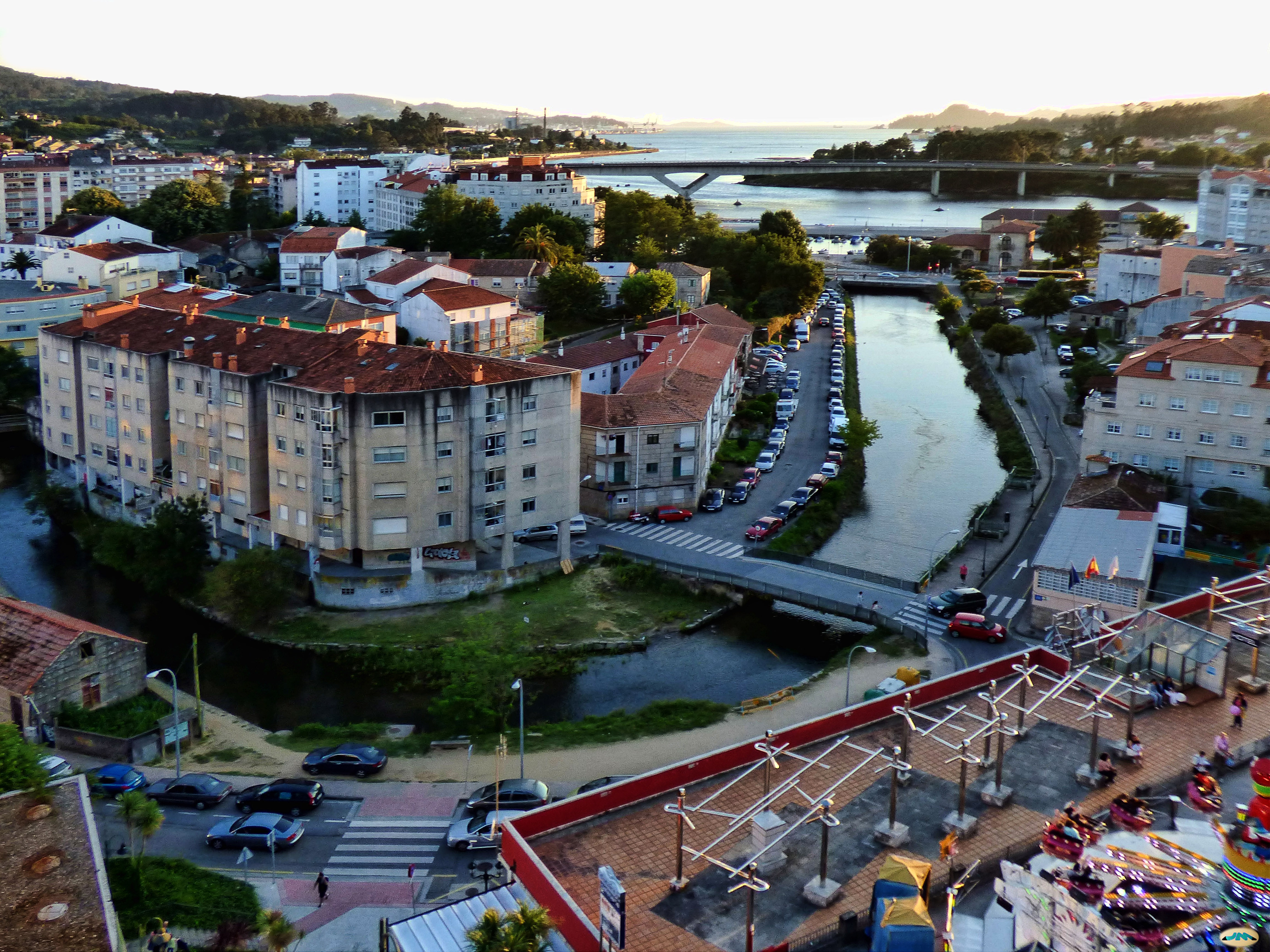
Parte do rio Gafos onde existiam muitos cais

### Artigos relacionados
- Praça de touros de pontevedra
- Capela de São Roque
- Ponte do Burgo
- Ponte da Barca
- Praça Concepción Arenal